# 2022年就地过年
2022年就地过年或2022年原地过年，是指中华人民共和国为了应对2019冠状病毒病疫情于2021年底在全国各地采取的一项非强制性措施：全国各地的外来务工者非必要不要回家过2022年春节。中国官方要求全国各地要基于风险研判，不能一刀切，要因地制宜的出台相关政策。中国青年网发表评论称就地过年留人以诚也要留人以暖，用真诚和温情打动群众，才能更好地让人们理解政策、配合政策。

## 背景
2021年12月9日，中华人民共和国陕西省西安市爆发2019冠状病毒病聚集性疫情，并扩散到省内和省外多个区域。

## 各地要求

### 中央
2022年1月29日，国家卫健委发言人米锋在国务院联防联控机制新闻发布会上表示，有群眾反應有些地方存在「不允许低风险地区群众返乡過年」、「强制要求返乡群众自费集中隔离」、「随意延长集中隔离和居家健康监测时长」等情形，国务院联防联控机制综合组要求各地「不得随意禁止外地群众返乡过年」、「不得随意扩大限制出行范围」、「不得将限制出行的范围，由中、高风险地区扩大到所在地市及全省」、「不得对低风险地区返乡群众采取强制劝返、集中隔离等措施」、「不得随意延长集中隔离观察和居家健康监测期限」。

### 北京市
北京市提出要在防疫之中体现更好的城市温度，在过年期间保证物价的稳定，给予留京人员足够的人文关怀和照顾。
2022年1月10日，北京市政府发布《关于2022年春节放假安排的通知》，呼吁市民在北京过年，非必要不离开北京；又公布春节放假调休安排，在1月31日（周一）至2月6日（周日）放假调休，共七天，1月29日（周六）及1月30日（周日）上班。
2022年1月11日，北京市疾病预防控制中心在微信公众号上发文称倡导市民在京过年，非必要不出京，同时强调不搞“一刀切”。

### 河南省
2022年1月9日下午3点，河南省政府新闻办召开“河南省疫情防控专题第64场”新闻发布会。其中提到要全力做好春节疫情防控：提倡就地过年，非必要不返乡、不出省，省外返豫来豫人员和省内重点行业人员返乡实行报备制度。

#### 三门峡市
2021年12月14日，三门峡市新冠肺炎疫情防控指挥部发布《关于调整“双节”期间来（返）峡疫情防控政策的通告》，倡导在外三门峡籍人员非必要不返乡，尽量留在当地过节。外出务工、上学、经商等确需返乡人员需提前48小时向目的地村(社区)或所在单位报备，详细告知返程行程、健康状况、14天内旅居史等信息，并全力配合村(社区)的疫情防控有关要求。
12月23日，三门峡市疾病预防控制中心通过官方微信发布疫情防控相关要求。其中指出，本市内所有行政、事业、企业单位工作人员和居民，禁止前往西安市从事探亲、访友、接送孩子等活动；原则上不得返峡，已经返峡的人员要立即向工作单位和社区同时报备并落实相关防控措施；在外三门峡籍人员非必要不返乡，尽量就地过节。外出务工、上学、经商等确需返乡人员，需提前48小时向目的地村(社区)或所在单位报备。
2022年1月10日，三门峡市疾病预防控制中心发布《三门峡市新冠肺炎疫情防控指挥部通告(第1号)》，其中提到倡导广大公众就地过年、视频拜年，非必要不出行：确须出行的，应提前了解目的地疫情防控政策，出行中做好个人防护。凡来（返）峡人员和省内重点行业人员返乡实行报备制度，来（返）峡时如不能提供48小时内核酸检测阴性证明，在就近核酸采集点进行核酸检测，费用自理。省外低风险地区来（返）峡的实行14天居家健康监测，省内低风险地区来（返）峡的实行7天居家健康监测，并按规定进行核酸检测，自觉接受社区管理。严格网格化管理，对来（返）峡的重点人员强化实施乡（镇、街道）干部和社区网格管理员、基层医务工作者、民警、志愿者“五包一”机制。
2022年1月11日，三门峡市委市政府发布《三门峡市委市政府致全市父老乡亲的慰问信》，信中委婉的写道：在外地学习、工作、生活的三门峡人，在万家团圆的美好时刻，家乡也在牵挂着您，您的健康平安是我们最大的心安……待到春暖花开时，我们再相聚！
2022年1月13日，《三门峡日报》发文《就地过年同样精彩》倡导就地过年。文章提到就地过年是一种选择，也是一份责任；就地过年是对三门峡疫情防控的支持。

#### 开封市
2021年12月27日，开封市新冠肺炎疫情防控指挥部办公室发布《开封市新冠肺炎疫情防控指挥部办公室关于做好元旦、春节“双节”期间疫情防控工作的通告》，其中提到元旦、春节期间，倡导广大市民在汴过节、过年，非必要不离汴、不出省，严格限制前往中高风险地区所在市、县（市、区、旗），尽量减少跨区域流动。在汴大中专院校优化调整学校寒假放假时间，安排学生分批次陆续放假离校时间，错峰安排春季学校开学返校；在汴企业合理调整企业放假和复工时间，引导务工人员错峰返岗返乡。提倡就地过节、过年，并可根据实际情况，要求学生或务工人员返校返岗时持48小时内核酸检测阴性证明。在外学习、工作、生活的开封籍人员，特别是境外和中高风险地区人员，在学习、工作、生活地就地过节、过年, 通过微信、电话等方式问候家人。中高风险地区及所在县（市、区、旗）人员，脱离工作岗位未满14天、未向所在单位报备且无48小时核酸检测阴性证明的陆路、航空、水运口岸接触入境人员、物品、环境的高风险岗位和集中隔离场所、定点医疗机构、发热门诊、进口冷链食品加工企业、交通运输工具等重点行业从业人员原则上不允许入（返）汴。
关于留在开封过双节的人的福利，开封市新冠肺炎疫情防控指挥部办公室称各级党委政府、企事业单位、高校要做好本辖区、本单位留汴人员的服务保障工作，丰富节日文化生活，加强物资供应保障，科学安排调休，做到“知冷暖、有温度”，确保留汴人员度过一个欢乐祥和、健康快乐的“双节”。
2021年12月29日，开封市疾病预防控制中心发布《致全市人民的一封信》，其中提到非必要不返汴、不离汴：为避免旅途中的感染风险，保护您和家人的健康，请尽量留在当地过节、过年，非必要不离汴、不出省，严格限制前往中高风险地区所在市、县（市、区、旗），尽量减少跨区域流动。

#### 洛阳市
2021年12月30日，洛阳市疾控中心发布提醒，其中提到尽量减少人员流动，非必要不回洛。提倡就地过节，通过电话、视频等方式联络交流；中、高风险地区所在地人员非必要不来（返）洛，确需来（返）洛须持 48 小时内核酸检测阴性证明；如无核酸证明，请就近迅速核酸检测，并且在核酸检测阴性结果出来前，一定要接受疫情防控人员管理，不可随意离开。
2022年1月4日，洛阳市疾控中心发布重要提醒：省外来（返）洛人员必须有48小时内核酸阴性证明，抵洛前主动报备，抵洛后再进行一次核酸检测。相较于三门峡市的“原则上不得返峡”，洛阳市官方并没有主张“原则上不得返洛”，疫情防控相对比较宽松。

#### 安阳市
2022年1月12日，在安阳市疫情防控指挥部疫情防控工作第四场新闻发布会上，官方建议安阳市民带头居家，减少流动，在外打工的安阳籍市民非必要不返乡，提倡就地过年，通过网络视频、电话、短信等方式拜年。

#### 周口市
2022年1月20日，周口市鄲城縣縣長董鴻在會議上表示，「不聽勸阻，惡意返鄉，凡是中高風險地區人員試圖返回鄲城，無論是否有接種疫苗以及48小時內核酸檢測，一律隔離再拘留。」

### 安徽省

#### 淮北市
2021年12月28日，淮北市新冠肺炎疫情防控应急综合指挥部办公室发布《淮北市新冠肺炎疫情防控应急综合指挥部办公室关于做好元旦春节期间新冠肺炎疫情防控工作的通告》，其中提到要强化返乡人员健康管理。倡导在外工作、学习、生活的淮北市民，为避免旅途中的感染风险，更好保护自己和家人，尽量留在当地过节，通过微信、电话等方式问候家人。确需返淮的，需提前向目的地社区（村）报备，省外人员需持48小时内核酸检测阴性证明，返淮后立即向社区（村）报告，配合落实信息登记、核酸检测和健康监测等防控措施。

### 浙江省

#### 杭州市
杭州发布了2022年春节期间留杭优惠政策，包括电子消费券、留杭大礼包、文旅惠民、通讯优惠等，发放对象为2022年1月31日至2月6日春节期间留杭的非浙江户籍务工人员。